# Roark Critchlow
 (novembre 2014).
Si vous disposez d'ouvrages ou d'articles de référence ou si vous connaissez des sites web de qualité traitant du thème abordé ici, merci de compléter l'article en donnant les références utiles à sa vérifiabilité et en les liant à la section « Notes et références ».
Roark Chritchlow est un acteur canadien né le 11 mai 1963.
Il est connu pour le rôle de Tom Marin, le père de Hanna Marin dans la série télévisée américaine à succès Pretty Little Liars.
Il a joué dans l'épisode 18 "Les sept péchés capitaux" de la saison 3 de "Charmed"

## Biographie
Sa carrière a commencé en 1990.
La même année, il a épousé Maria Brewer. Le couple a eu trois enfants et a divorcé en 2006.

## Filmographie

### Cinéma
- 1990 : Cadence : Brooks
- 1998 : Making It Home : Joseph Catwood
- 2001 : Asylum Days : Yann Castor
- 2002 : Les aventures de Mister Deeds : William
- 2003 : Hôtesse à tout prix : Tennis Pro (non-crédité)
- 2003 : Behind the Scenes: Asylum Days : Yann
- 2004 : Buds for Life : Robert Jamison
- 2005 : Ghosts Never Sleep : Anchor Garrett
- 2006 : 18 Fingers of Death ! : Lew Jameson
- 2006 : The Last Stand : Yuppie Lawyer
- 2006 : Petrified : Buzz York
- 2007 : Urban Decay : Cameron
- 2011 : Batman: Year One (animation) : Hare Krishna (voix)
- 2012 : Vampyre Nation : Kovacs
- 2013 : Scavengers : Wake
- 2013 : Dear Sidewalk : Mark
- 2014 : BlackJacks : Dr Whitmore
- 2014 : By God's Grace : Bill Watson
- 2015 : The Marine 4: Moving Target : Nate Miller
- 2017 : Escale à trois : Roger
- 2020 : Chained : Détective Smith

### Courts-métrages
- 2002 : Coming Clean : Robert James
- 2005 : 5 Minutes : Robert
- 2005 : Sorrows Lost : Aaron
- 2013 : Mr. West : Bogdan
- 2013 : Easy Money : Détective Bacon

### Télévision

#### Séries télévisées
- 1989 / 1991 : 21 Jump Street (épisodes 3x17 / 5x12) : Ro / Dave Gibson
- 1990 : L'étalon noir (saison 1, épisode 10) : Johnny King
- 1990 : Le ranch de l'espoir (saison 1, épisode 18) : Garth
- 1990 / 1991 : Les deux font la loi (épisodes 2x07 / 3x17) : Walter Zachuck / Jake Andrews
- 1991 : L'As de la crime (saison 1, épisode 1) : Bobby Sturdivant
- 1992 : Street Justice (saison 1, épisode 15) : Jerry Mitchell
- 1992 : The Round Table (saison 1, épisode 1)
- 1992 : Rock 'n' love (saison 1, épisode 10) : Darwin Raymore
- 1994 : Cobra (saison 1, épisode 17) : Député Beauford
- 1994 : Highlander (saison 2, épisode 14) : Jason Talbott
- 1994-2010 : Des jours et des vies (631 épisodes) : Dr Mike Horton
- 1996 : Friends (saison 2, épisodes 12 & 18) : Dr Horton
- 2001 : V.I.P. (saison 3, épisode 9) : Peter Stiles
- 2001 : Charmed (saison 3, épisode 18) : Robert Pike
- 2001 : S Club 7 à Hollywood (saison 3, épisode 4) : Président de CBL Records
- 2003 : Hunter (saison 1, épisode 2) : Mike Gambley
- 2003-2004 : Le Monde de Joan (saison 1, épisodes 2 & 23) : Newscaster God
- 2004 : Passions (32 épisodes) : Dr Ackland
- 2004 : Creating America's Next Hit Television Show : Ducky #1 (2004-2004)
- 2004-2005 : Drake et Josh (épisodes 2x01, 2x07 & 3x11) : Dr Jeff Glazer
- 2005 : Entourage (saison 2, épisode 12) : Manager de Mandy
- 2005-2008 : Zoé (épisodes 1x01 & 3x23) : M. Brooks
- 2006 : Las Vegas (saison 3, épisode 13) : Jerry Ackerman
- 2006 : Malcolm (saison 7, épisode 12) : Vince
- 2006 : Pepper Dennis (saison 1, épisode 11) : ADA Robbins
- 2007 : Eyes (saison 1, épisode 8) : Agent Greg Palmer
- 2007 : Amour, Gloire et Beauté (5 épisodes) : Arthur Harrison
- 2007 : Les Experts : Miami (saison 5, épisode 19) : Doug Lansing
- 2007 : Afterworld (8 épisodes) : Russell Shoemaker
- 2008 : Turbo Dates (saison 2, épisode 9)
- 2009 : Battlestar Galactica (saison 4, épisodes 16 & 17) : Slick
- 2010 : Mentalist (saison 2, épisode 12) : Mike Brewster
- 2010-2015 : Pretty Little Liars (12 épisodes) : Tom Marin
- 2011 : NCIS : Enquêtes spéciales (saison 8, épisode 11) : Wayne Grossman
- 2011 : V (15 épisodes) : A.D. Paul Kendrick
- 2012 : Drop Dead Diva (saison 4, épisode 1) : Anton Horn
- 2012 : Flashpoint (saison 5, épisode 9) : Staff Sgt. Matt McGrath
- 2013 : Republic of Doyle (saison 4, épisode 6) : Shane Garrett
- 2014 : Arrow (saison 2, épisodes 20 & 21) : Clinton Hogue
- 2014 : Retour à Cedar Cove (saison 2, épisodes 4 & 5) : Dan Sherman
- 2014 : Supernatural (saison 10, épisode 9) : Randy
- 2015 : Unreal (saison 1, épisode 4) : Brooks Mackey
- 2015 : Les enquêtes de Murdoch (saison 9, épisode 6) : Charles Cutter
- 2016 : Heartland (saison 9, épisode 12) : Turner Keith
- 2017 : Tin Star (saison 1, épisodes 2, 3 & 4) : Inspecteur Benoit Lehane

#### Téléfilms
- 1992 : Kamarades de bese-ball (The Comrades of Summer) de Tommy Lee Wallace : Petra
- 1992 : Bijoux, hot-dogs et tasses de thé (The Man Upstairs) de George Schaefer : Boy Scout Leader
- 1992 : L'appel de la forêt (Call of the Wild) de Michael Toshiyuki Uno : Arthur
- 1993 : Judgment Day: The John List Story de Bobby Roth : Step (non crédité)
- 2000 : Comment épouser une milliardaire : Un conte de Noël (How to Marry a Billionaire: A Christmas Tale) de Rod Daniel : Gunther
- 2004 : L'Affaire Laci Peterson (The Perfect Husband: The Laci Peterson Story) de Roger Young : Todd Dewey
- 2005 : Komodo vs Cobra de Jim Wynorski : Major Garber
- 2005 : Un amour de Noël 2 (Meet the Santas) de Harvey Frost : Mark
- 2006 : Shockwave (A.I. Assault) de Jim Wynorski : Daryl Cage
- 2007 : Bone Eater : L'Esprit des morts (Bone Eater) de Jim Wynorski : Député Roberts
- 2007 : Dangereuse Convoitise (Point of Entry) de Stephen Bridgewater : Richard Alden
- 2008 : Requins : L'Armée des profondeurs (Shark Swarm) de James A. Contner : Professeur Phillip Wilder
- 2009 : Hydra de Andrew Prendergast : Sean Trotta
- 2009 : Un regard sur le passé (Mending Fences) de Stephen Bridgewater : Robert
- 2011 : Le compte à rebours est déclenché (Earth's Final Hours) de W.D. Hogan : Arnett
- 2012 : L'Agence Cupidon (Cupid, Inc.) de Ron Oliver : Rick
- 2012 : Les 12 Plaies de l'apocalypse (The 12 Disasters of Christmas) de Steven R. Monroe : Kane
- 2015 : Un pacte dangereux (A Dangerous Arrangement) de Mario Azzopardi : Daniel
- 2015 : Mensonges maternels (Mother of All Lies) de Monika Mitchell : Jason Caskie
- 2016 : L'envie d'être mère (Pregnant at 17) de Curtis Crawford : Jeff
- 2016 : Petits Meurtres et Pâtisserie : Mortelle Saint-Valentin (Murder, She Baked:A Peach Cobbler Mystery) de Kristoffer Tabori : Douglas
- 2016 : Paradise Inc. de Stephen S. Campanelli
- 2018 : Coup de foudre avec Santa (Santa's Boots) de Shawn Tolleson : John Monroe
- 2020 : Un amour très stylé (Vintage Hearts) de David I. Strasser : Thom
- 2021 : Ensemble à tout prix (Rise and Shine, Benedict Stone) de Peter Benson : Reggie Gorovich
- 2021 : A Mrs. Miracle Christmas de Janet D. Munro : Michael